# Плешановский сельсовет
Плешановский сельсовет — сельское поселение в Красногвардейском районе Оренбургской области Российской Федерации.
Административный центр — село Плешаново.

## История
9 марта 2005 года в соответствии с законом Оренбургской области № 1901/343-III-ОЗ образовано сельское поселение Плешановский сельсовет, установлены границы муниципального образования.

## Население
| 2010  | 2012  | 2013  | 2014  | 2015  | 2016  | 2017  |
| ----- | ----- | ----- | ----- | ----- | ----- | ----- |
| 6432  | ↘6383 | ↘6362 | ↘6346 | ↘6329 | ↗6330 | ↘6311 |
| 2018  | 2019  | 2020  | 2021  |       |       |       |
| ↗6366 | ↘6309 | ↘6263 | ↘6239 |       |       |       |

## Состав сельского поселения
| № | Населённый пункт | Тип населённого пункта       | Население |
| - | ---------------- | ---------------------------- | --------- |
| 1 | Верхнеильясово   | деревня                      | 289       |
| 2 | Донское          | село                         | 2035      |
| 3 | Клинок           | посёлок                      | 160       |
| 4 | Малоюлдашево     | деревня                      | 143       |
| 5 | Новоюлдашево     | деревня                      | 146       |
| 6 | Плешаново        | село, административный центр | ↘3448     |
| 7 | Юговка           | посёлок                      | 173       |